# Pasja (titel)
Pasja (Osmaans: پاشا; Turks: Paşa; Engels: Pasha; Frans: Pacha; Duits: Pascha; Italiaans: bassa of pascià), was in het Osmaanse rijk sinds de 15de eeuw tot 1935 een Ottomaanse titel voor de hoogste ambtenaren en militairen met generaalsrangen, militair onderscheiden door één, twee of drie paardenstaarten. Het is afgeleid uit het Perzische woord "پادشا" (pādšā). De titel Pasja werd achter de naam geplaatst.

## Geschiedenis
Deze Turkse titel werd toegekend door de sultan. De titel werd niet alleen aan moslims gegeven, maar net zo goed aan joodse, christelijke of andersgelovige ambtenaren. In 1935 werd de titel door Atatürk afgeschaft. Hij paste in een achterhaalde imperiale traditie sinds het Osmaans sultanaat was opgeheven, het rijk ontbonden en de nationale reststaat Turkije omgevormd tot een republiek naar westers model.
Lagere ambtenaren droegen de titels bei, dei en effendi ('mijnheer').
De Wāli (gouverneur; ook vali gespeld) van een vilajet (Osmaanse provincie) was meestal een militair met een pasja-rang.
In sommige (voormalige) Osmaanse rijksdelen werd de gearabiseerde vorm basha gangbaar, zoals in de autonome staat van de bey van Tunis. In Algiers nam de opvolger van de Osmaanse pasja als gouverneur in 1671 de titel dei aan toen hij zich feitelijk autonoom maakte.
Tot aan de republikeinse Egyptische revolutie van 1953 werd de titel ook toegekend door de Egyptische (onder)koning (kedive/ malik) aan Egyptische hoge ambtenaren.

## Bekende pasja's

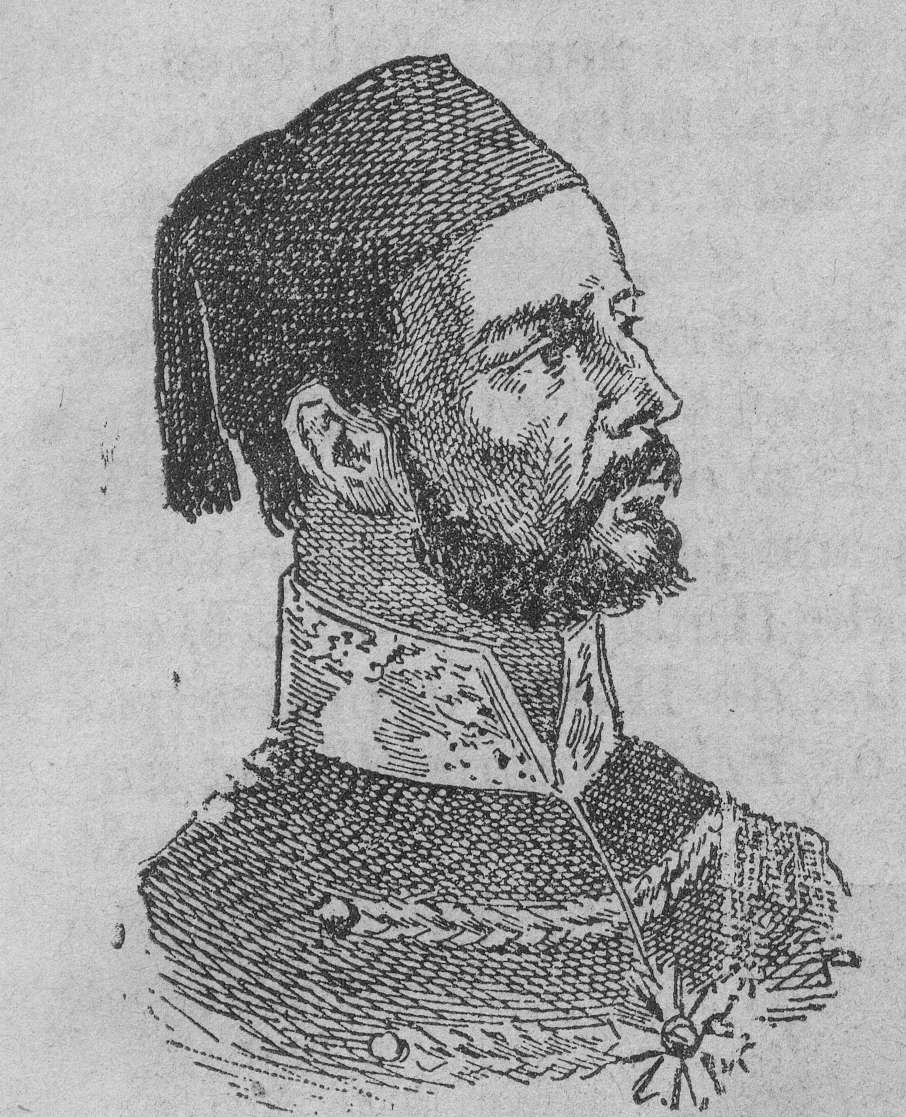
Ali Pasja

- Mohammed Ali van Egypte
- Ali Pasja
- Djemal Pasja
- Enver Pasja
- Halim Pasja
- Izzet Pasja
- Talaat Pasja
- Mehmed Ali Pasja
- Mustafa Kemal Atatürk